# Chalezeule
Chalezeule é uma comuna francesa na região administrativa de Borgonha-Franco-Condado, no departamento de Doubs. Estende-se por uma área de 3,94 km². Em 2010 a comuna tinha 1 328 habitantes (densidade: 337,1 hab./km²).